# Petronillakapelle (Großdorf)

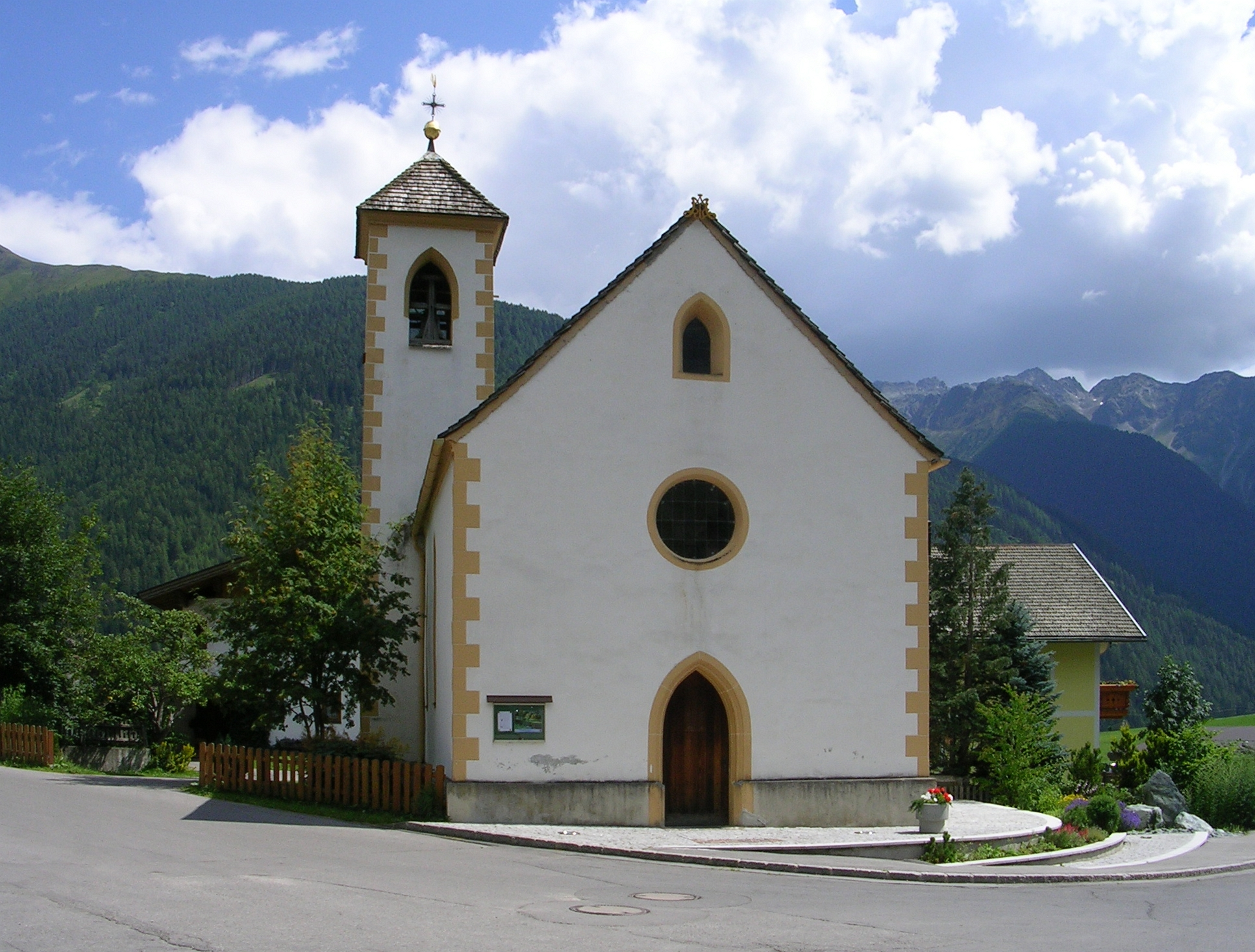
Hl. Petronilla Kapelle in Großdorf

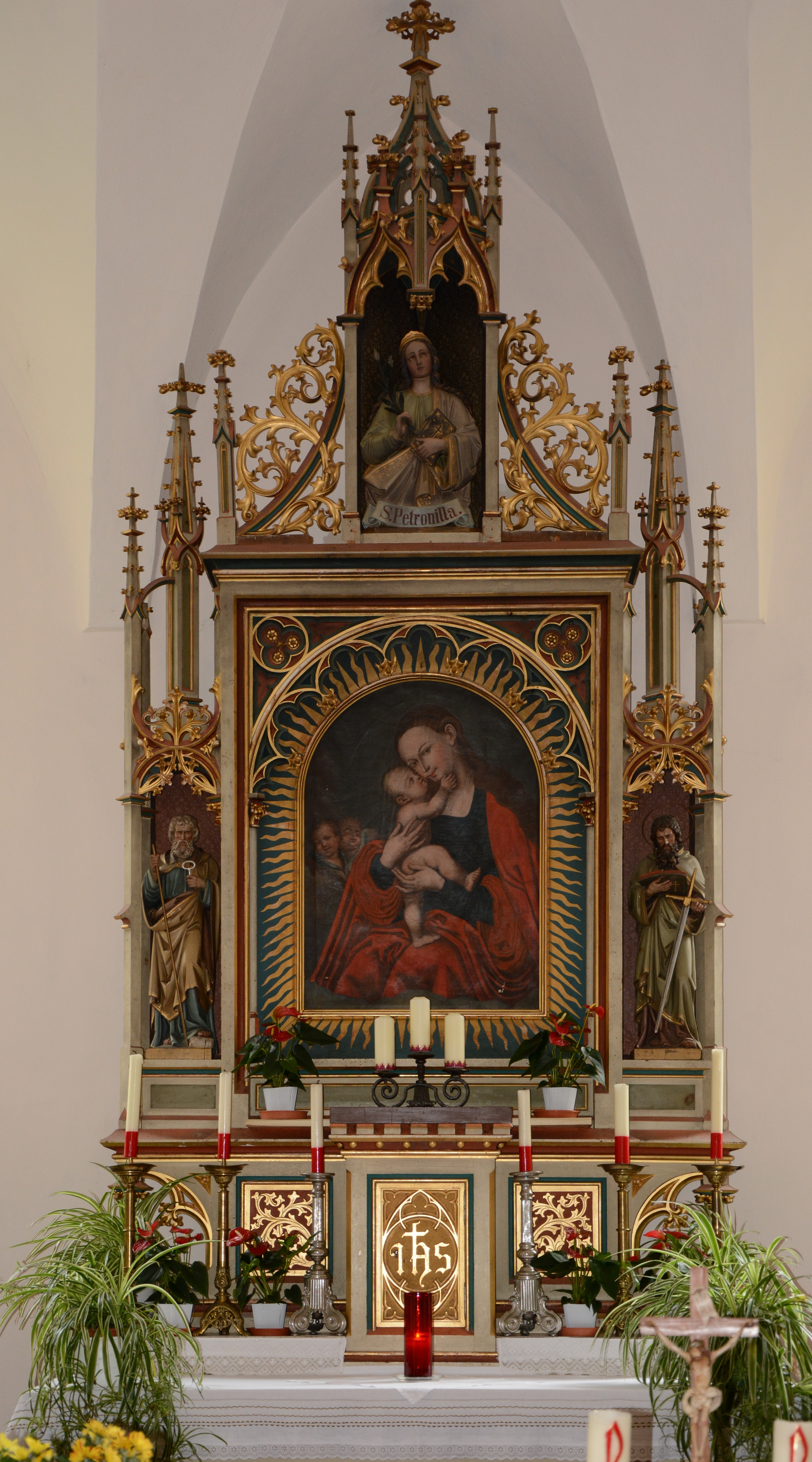
Altar

Die Petronillakapelle ist eine römisch-katholische Kapelle im Ortsteil Großdorf der Gemeinde Kals am Großglockner. Die Kapelle ist der Märtyrerin Petronilla geweiht und eines der 14 denkmalgeschützten Objekte der Kals am Großglockner (Listeneintrag).

## Lage
Die Petronillakapelle liegt im Zentrum der Fraktion Großdorf im Kalser Tal. Sie befindet sich am Ende der Kalser Straße (L 26) und wird von einer kleinen Grünfläche umgeben.

## Geschichte
Die Petronillakapelle geht auf einen barocken Kapellenbau zurück, der sich beim Peternalmessner-Haus in Großdorf befand. 1676 wurde die Kapelle in einem Visitationsprotokoll urkundlich genannt, um 1735 erhielt sie auch eine Messlizenz und 1795 einen Kreuzweg. 1898 wurde die barocke Kapelle zu Gunsten eines Neubaus abgebrochen, der im Zentrum von Großdorf entstand. Die Kapelle wurde 1962 restauriert, wobei das Innere eine Neugestaltung erfuhr.

## Bauwerk
Die Kapelle in Großdorf besteht aus einem dreijochigen Langhaus mit Satteldach, einem eingezogenen, höhengestaffelten Chor mit abgewalmten Satteldach, einem nördlich angebauten massiven Turm mit stumpfem Zeltdach, der von Kugel, Kreuz und Wetterhahn bekrönt ist, sowie einem südseitigen quadratischen Sakristeianbau mit Walmdach. Die Fassaden wurden weiß verputzt und mit gelber Rahmengliederung akzentuiert. Der Eingang der Kapelle ist durch ein über zwei Stufen erreichbares, gekehltes Spitzbogenportal erschlossen, darüber befinden sich ein Rund- sowie ein kleines Spitzbogenfenster. Die Längswände der Kapelle sind von jeweils einem hohen schmalen Spitzbogenfenster durchbrochen.
Der Innenraum des dreijochigen Kapellenschiffs verfügt über ein Stichkappentonnengewölbe und eine einfache Pilastergliederung. Über dem Eingang befindet sich eine auf Säulen ruhende Empore. Der Übergang vom Kapellenschiff zum um eine Stufe erhöhten Chor wird von einem hohen, spitzbogigen Triumphbogen markiert, Langhaus und Chor wurden zudem durch die Auslegung von grauen bzw. rötlichen Steinfliesen optisch voneinander getrennt. Das Gewölbe des Langhauses wurde 1962 von Wolfram Köberl mit einem Deckenbild der heiligen Petronilla versehen, das den Empfang der Kommunion und den Tod der Märtyrerin darstellt.
Der Altar aus dem Jahr 1900 wurde nach Plänen von Pater Johannes M. Reiter errichtet. Er besteht aus einer Kastenmensa mit Kreuz und gotisierendem Schnitzdekor und einem hölzernen, grau gefassten Aufbau mit gotisierenden Detailformen. Beim Altarbild handelt es sich um ein Mariahilf-Bild des Cranach-Typus aus der ersten Hälfte des 18. Jahrhunderts, das von Figuren des heiligen Petrus (links) bzw. Paulus (rechts) aus dem Ende des 19. Jahrhunderts flankiert wird. Im Auszug befindet sich des Weiteren ein Relief der heiligen Petronilla. Vor dem ursprünglichen Altar steht ein hölzerner Volksaltar, der ebenfalls ein gotisierendes Schnitzdekor trägt.
Während das Chorgestühl aus der Bauzeit stammt, wurden die Betstühle im Zuge der Renovierung neu geschaffen. Aus der Zeit der Umgestaltung stammt auch der Kreuzweg von Wolfram Köberl. Von den in der Kirche befindlichen Bildwerken und Gemälden ist vor allem das 1898 von Albin Egger-Lienz geschaffene Gemälde Christus am Kreuz von Bedeutung, dass der Künstler der Gemeinde Kals schenkte.